# Kurt Vethake

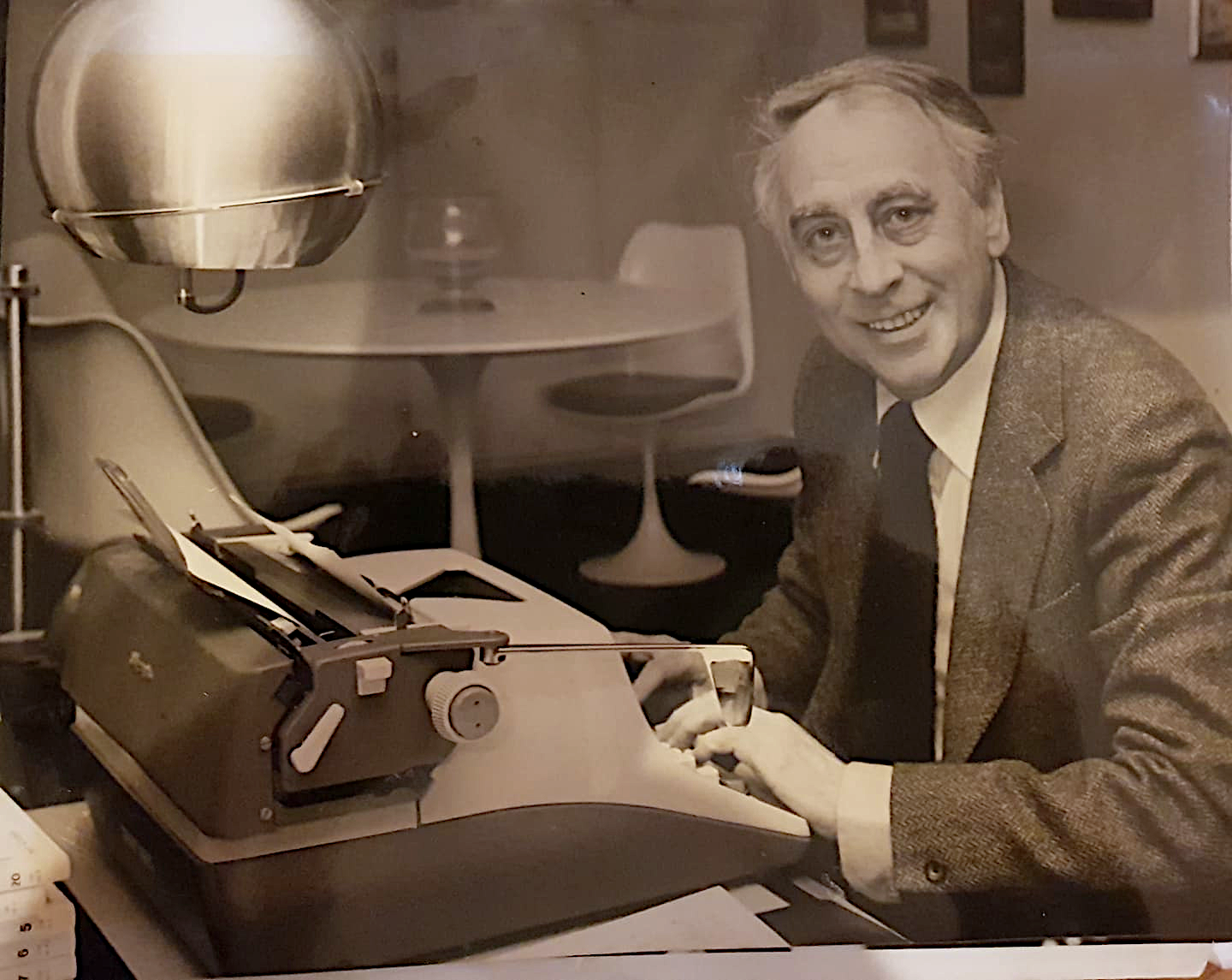
Kurt Vethake 1978

Kurt Vethake (* 5. August 1919 in Müsingen bei Bückeburg; † 12. April 1990 in West-Berlin) war ein deutscher Autor, Hörspielregisseur und -produzent. Als Pseudonyme verwendete er auch die Namen Patrick Hampton, Teddy Parker, Axel Busch und Peter Ott.

## Leben
Kurt Vethake kam im Sommer 1919 als Sohn des Bielefelder Zahnarztes Alfred Vethake in Bückeburg-Müsingen zur Welt. Seine Schulzeit verbrachte er in Sommerfeld in der Niederlausitz, anschließend begann Vethake ein Medizinstudium an der Universität Greifswald. Während des Zweiten Weltkriegs wurde er entsprechend in verschiedenen Lazaretten eingesetzt.
Nach dem Krieg führte er nach eigener Aussage vor allem aus finanziellen Gründen sein Medizinstudium nicht fort. Stattdessen verdingte er sich zunächst als freier Journalist und zunehmend auch als Schriftsteller.
In der Jugendzeitschrift Lux-Lesebogen veröffentlichte er mehrere Zweiwochenhefte mit Biographien von Edison, Siemens, Schweitzer und Gandhi. Nach einigen Jugendbüchern schrieb er zunehmend Skripte für den Hörfunk. Dabei wirkte er in den 1960er Jahren eng mit Benno Schurr zusammen. In den 1970er Jahren wurden seine Hörspiele von verschiedenen Firmen unter bekannten Labeln wie Fontana, Kiosk oder Maritim veröffentlicht. Dabei konnte Vethake auf ein festes Ensemble an Schauspielern zurückgreifen, in dem u. a. Peter Schiff, Klaus Jepsen, Gerda Meissner, Uwe Paulsen, Hans Schwarz, Rolf Marnitz, Heinz Rabe, Hans Mahlau, Santiago Ziesmer, Margarethe Schön, Christine Stolze, Micaela Pfeiffer, Regine Mahler und Eberhard Krug mitwirkten.
Kurt Vethake starb am 12. April 1990 im Alter von 70 Jahren in Berlin.

## Hörspiel
Zu seinen weit über 100 Produktionen zählen unter anderem:
- 1972: Ali Baba und die vierzig Räuber
- Alice im Wunderland, Fontana
- Der Froschkönig / Des Kaisers neue Kleider / König Drosselbart, Maritim
- Die Schatzinsel, Philips
- Eine Woche voller Samstage, Philips Sonic Series
- Familie Feuerstein: diverse Folgen, Condorland
- Huckleberry Finn, Zebra
- Karl May: Diverse Folgen, Maritim
- Karlsson vom Dach: Folge 2 und 3, Fontana
- Michel aus Lönneberga: Folge 1–3, Fontana
- Moby Dick, Condorland
- Meuterei auf der Bounty: TT Record, HSP 946, 1972
- Der Ölprinz, Abenteuer-Hörspiel nach Karl May, Hörspielfassung und Produktion: Kurt Vethake. Regie: Benno Schurr, 1965, NA als CD 4 von Die große Wild-West-Box. Berlin : Universal Family Entertainment 2007
- Onkel Toms Hütte, Condorland
- Pan Tau und die tausend Wunder, Zebra
- Pippi Langstrumpf: Folge 2–4, Fontana
- Pitje Puck, Domino
- Pünktchen und Anton, nach Erich Kästner, Bearbeiter: Kurt Vethake, Regie: Benno Schurr, Sprecher: Erich Kästner, Rudolf Siege, Karin Hardt, Antje Hagen u. a., Deutsche Grammophon : Berlin 1963.
- Robin Hood, Fontana
- Robinson Crusoe, Philips (Sonic Series)
- Tom Sawyer, Baccarola
- Wir Kinder aus Bullerbü, Fontana
- Der Wolf und die 7 Geißlein / Die Bremer Stadtmusikanten / Das tapfere Schneiderlein, Maritim
- Die Geschichte vom tönenden Bleistift, Philips/sternchen (Musik: Max Roth)

als Patrick Hampton
- Die Maske des Mörders, Bearbeitung: Hellmuth Kirchammer, Regie: Heinz Schimmelpfennig, Produktion BR 1967, Länge. 47'55. Mit René Deltgen, Ernst Fritz Fürbringer, Hanns Bernhardt, Hannes Tannert, Charles Wirths.[6]